# Coliseo de Hockey en Línea Miguel Calero
El Coliseo de hockey en línea Miguel Calero  es un estadio cubierto multifuncional de la ciudad de Santiago de Cali, capital del Departamento del Valle del Cauca. Es utilizado principalmente para hockey en línea y patinaje artístico.
El coliseo tiene un área total de 5 325 m² y lleva el nombre del difunto guardameta ginebrino Miguel Ángel Calero Rodríguez, destacado deportista colombiano fallecido en diciembre de 2012.

## Historia
Fue construido para los Juegos Mundiales de 2013 y es uno de los escenarios más importantes construidos para este evento. Durante los juegos albergó la disciplina de Hockey En Línea. Donde Colombia tuvo participación al encontrarse dentro de los mejores del mundo en la categoría mayores masculino  Desde entonces ha albergado otros eventos de talla mundial como el Abierto Mundial de Boccia y algunas de las competiciones del Campeonato Mundial FIRS de patinaje artístico, ambos en 2015.
En 2015 recibió un reconocimiento de la Academia Colombiana de Arquitectura y Diseño como uno de los escenarios más innovadores en cuanto a arquitectura y diseño, añadiendo que el coliseo es el único en el país con los requerimientos técnicos completos para la práctica de hockey en línea.